# Паквана (Јужна Дакота)
Паквана (енгл. Pukwana) град је у америчкој савезној држави Јужна Дакота.

## Демографија
По попису из 2010. године број становника је 285, што је 2 (-0,7%) становника мање него 2000. године.
| Група             | 2000.       | 2010.       |
| Белци             | 277 (96,5%) | 223 (78,2%) |
| Афроамериканци    | 0 (0,0%)    | 0 (0,0%)    |
| Азијати           | 0 (0,0%)    | 2 (0,7%)    |
| Хиспаноамериканци | 2 (0,7%)    | 12 (4,2%)   |
| Укупно            | 287         | 285         |